# 責任
責任（せきにん、英: responsibility, liability）とは、後に起きうること、または既に起きたことの原因が、行為者にあると考えられる場合に、その行為自体や行為の結果に関して、対処する任務や義務である。「責任を果たす」ということと「責任を取る」ということは、両方元は同類語で、今は分けて意味づけされているが、混同するため、概要的性格言葉で問題ないとする。
また他、特にビジネスにおいて、責任を負う（役割に就く）者を責任者という。

## 概要
『日本大百科全書』によると、人間の行為が自由であり、その行為の原因が行為者にある場合、その行為と行為結果について、法的または道徳的な責任が行為者に負わされる。よって《外部から強制された行為》や、《幼児または精神錯乱者の行為》については普通、責任が問われない。何故ならその行為の原因は、行為者の自由な決定でないからである。
有責と無責の間には、ある行為の責任をどこまで問えるかについてのさまざまな段階が考えられる。

## 司法精神医学・司法心理学的な責任
政策科学博士の緒方あゆみの論文によると、責任能力に関して現代の精神鑑定では、医学者・精神科医クレッチマーの方法論が用いられている。クレッチマーいわく「精神病者、精神病質者〔サイコパス〕、正常人」という三者を断定的に区別できる指標は存在せず、これら三者は「相互に移行しあうもの」である。クレッチマーによって、精神鑑定対象者の責任能力については「心理学的基準による量的判断」が行われるようになり、
- 正常からの偏りが大きい場合：「限定責任能力」
- 正常からの偏りが極端な場合：「責任無能力」

と鑑定されるようになった。

## 詳説
近・現代に用いられている責任（英:responsibility、フランス語:responsabilité)という用語・概念は、元をたどればラテン語のrespondereレスポンデレ(答える、返答・応答する、英語ならばrespond)に由来しており、-ityの形では、何かに対して応答すること、応答できる状態、を意味している。respondereという語自体は古代ローマ時代には、法廷において自分の行為について説明したり弁明したりすることを意味していた。
責任とは、社会的に見て自由があることに伴って発生する概念である。自由な行為・選択があることに伴い、それに応じた責任が発生する。
ある行為・結果に対してある人（例えばAさん）には責任がある、とされているということは、ある行為がAさん本人にとって選択の余地がある（つまり哲学的な用語で言えば自由意志に基づいて行うものである）と判断されていることを意味する。責任と自由は常に同時に存在し、切り離すことは出来ない。自由の無いところに責任は存在せず、責任の無いところに自由は存在しない、とされる。
責任の概念は、他のことを意志できること、少なくとも意志したとおりの行為を為すことができるという意味での自由意志の概念を前提としている。そのため、責任という概念は、伝統的に自由意志の概念とも結び付けられてきた。
責任にまつわる近・現代的な観点からは、心に重きを置く考え方と、ある人の行為に重きを置く考え方とがある。
現代の社会において、ひとりひとりの人間は、何らかの自由を行使し行為を選択する際には、その自由に応じた責任があると認識・自覚する必要がある。ただし、その自由に応じた責任以外まで認める必要はない、ともされるので、どこまでが自由であったか、どこまでが選びえた行為か、どこまでが強制された行為か、ということはしばしば曖昧で、争いの原因となることがある。
また、責任という概念は、何らかの行為を行ったことだけについて適用されるのではなくて、行われるべきだったのに行われなかったことに対しても適用される。
また一般には、責任は原因とは区別される概念である。BがAの原因ということだけからは、BがAの責任を担うべきことが結論されることはない。
自分の仕事や行為についての責任を果たそうとする気持ちを「責任感」と言う。責任感がないことや、責任を自覚しないことを「無責任」と言う。責任を果たそうとしない状態が集団的・組織的に作り出されていることを「無責任体制」などと言う。
自分が負うべき責めを他の者に負わせることや、責任を他になすりつけることを「責任転嫁（せきにんてんか）」と言う。なお、一般に日本語では、他者から期待されている反応・行動をその期待どおりに実行することを「責任を果たす」と言い、反対に期待されている反応・行動を実行しないことで結果として事後的に罰を受けたり、指揮権や地位などを手放すことを「責任をとる」と言う。誰かが「責任をとった」と表現される状態は、基本的に、「本来なら果たすべき責任を果たさなかった」ということを意味している。

## 法的な責任
責任は倫理学、社会学、心理学の対象領域であるが、法的責任のとらえ方が、それらから微妙な影響を受けるが、法律上の責任とは異なるものであり明確に区別する必要がある。

### 刑事責任
刑事責任とは、犯罪を犯した者（犯人）が刑罰を受けなければならない法的な地位のこと。狭義には有責性のこと。犯罪は健全な国家の維持を損なう事象なので国家が刑罰を課しており、犯人が刑事責任を免れないように実力組織による身体拘束も行われる。
刑法上での狭義の責任とは、構成要件に該当する違法な行為をしたことについて行為者を非難できること（有責性・非難可能性）をいう。これは、行為者が他の適法な行為を行うこともできたのに（他行為可能性）、あえて違法行為をしたことに対する法的非難である。
責任の類型としては、故意と過失がある。故意は、違法な結果を認識しながら行為をしている点で他行為可能性・非難可能性があり、過失は、注意義務を尽くしていれば違法な結果を回避できたのにこれを尽くさなかった点で他行為可能性・非難可能性があるからである。
故意・過失があっても、事物の是非・善悪を弁別し、かつそれに従って行動することのできる責任能力がなければ、責任は阻却（否定）され、犯罪は成立しない。具体的には、心神喪失者の行為は罰せず（刑法39条1項）、心神耗弱者の行為は刑が減軽される（同条2項）。また、14歳未満の者の行為は罰しない（刑法41条）。
基本的には自分の行為に基づく責任であるが、他人の行為についても、それに寄与した者は共犯の罪責を負うことがある（教唆犯、幇助犯、共同正犯）。刑事責任を負っている者には刑法等の規定に応じて懲役・罰金等の刑罰が科せられる。

### 民事責任
民事責任とは、契約、不当利得、不法行為、事務管理などによって生ずる私法上の債務をいうことが多い。
ただ、責任を債務と区別して、自己の財産から弁済を受けさせられることを指して用いることもある。例えば、AがBに金銭を貸し付け、Cの不動産に抵当権の設定を受けた場合、BはAに対し債務を負うと同時に自己の財産について不動産競売（強制競売）等を受けるという意味で責任を負う。これに対し、物上保証人CはAに対して債務を負わないが、自己の不動産を強制換価（担保権の実行）されるという意味でAに対し責任を負う。
債務という意味では、次のようなものがある。
- 契約責任
- 不法行為責任

現在の日本においては金銭で賠償することが原則であるが、謝罪広告などを命じられることもある（民法723条）。また、一定の場合、他人の行為に対する責任を負う。その一例である使用者責任の発生の根拠は、実質上の指揮監督関係に求められる（民法715条）。
公権力の行使に当たる公務員が、その職務を行うについて他人に損害を加えたときは、国家が賠償する責任を負う（国家賠償法1条1項）。

### 行政責任
行政責任とは、一定の行政法規への違反によって生じる行政法上の負担をいう。過料、課徴金、業務改善命令、業務停止命令、許認可取消しなどがある。

### 訴訟法上の責任
自分にとって有利な法的効果を発生させる事実を主張しなかった当事者が、その事実が認定されないことによって受ける不利益のことを、主張責任という。
また、自分にとって有利な法的効果を発生させる事実を立証できなかった当事者が、その事実が認定されないことによって受ける不利益のことを証明責任（挙証責任、立証責任）という。
不利益を被った側は、自分が望む法的効果の発生という利益を受けることができない。証明責任を負うか負わないかによって、事実が真偽不明の状態にとどまった場合、結論が全く異なることになるので、証明責任の分配方法が法学において問題になる。

## 要素
責任（responsibility）概念は複数の要素からなる。

### 責務責任
責務責任（英: Obligation-Responsibility）は果たすべき責務である。すなわち職務や道徳としてある行動を為すべきという責任である。義務（英: duty, obligation）、役割責任（英: role-responsibility）とも。責務責任は事前責任（英: pre-event responsibility、予防基底的責任/prevention-based responsibility とも）に対応し、出来事の前から発生する責任である。
例えば車を運転する際、運転手には安全運転の義務、すなわち「これから事故を起こさず安全に運転を遂行する」義務が発生する。これが責務責任である。

### 負担責任
負担責任（英: liability, 英: liability-responsibility）は不利益を負担することである。すなわち刑罰・損害賠償・非難（英: blame）を甘んじて受ける責任である。贖罪や切腹に相当する。負担責任は事後責任（英: post-event responsibility、応答基底的責任/response-based responsibility とも）に対応し、出来事の後に発生する責任である。
例えば車を運転する際、運転手には賠償の義務、すなわち「安全を破り事故を起こした場合には補償する」義務が発生する。これが負担責任である。
責任に負担責任が含まれることは、予防（責務責任の担保）としての役割も担っている。例えば「車の運転で過失致死を起こすと実刑5年」という負担責任が明示されている状況では、ない状況と比較して安全に運転するすなわち責務責任を遂行するインセンティブが働く。
行為者と負担責任者は必ずしも一致しない。例えば国家間戦争の賠償に関して、行為者は当時の軍人と国民だが負担責任を負うのは戦後生まれの国民であるケースが挙げられる。非合理的・理不尽な負担責任の転嫁は「トカゲのしっぽ切り」「責任転嫁」と俗称される。

## 歴史
責任は、英語では responsibility、フランス語ではresponsabilitéというが、今道友信(1956)によれば、これに相当するギリシャ語単語はなく、responsibilitasなる古典ラテン語も中世ラテン語もない。英語で言えば、responsibility の文献初出は1780年代である。
そして、マッキーオンによれば、ジョン・スチュアート・ミルの書物にあり、しかしミルの造語でないという。
ミルにおける「責任」は、ほとんどpunishabilityという語によって表現されている。また、ドイツ語のVerantwortung、Verantwortlichkeitは、19世紀に造語されたのであり、その語義はZurechnungにすぎなかった。
responsibilitasやresponsibilityという語形そのものの存在の有無は上記のような状況であるが、語形はともかくとして概念の歴史として説明がなされる場合、通常はかなり古い時代にまで遡る。
アウグスティヌスは、人間が自由であるからこそ悪をなすことが可能なのであり、またその悪に対して責任を持つことも可能となる、とした。
マックス・ヴェーバーは『職業としての政治』において、責任を心情倫理と責任倫理を対比させて論じた。

## 日本における「責任」の様々な用法
従来より、日本社会においては「責任」という概念・語がよく理解されておらず、本来のresponsibilityという意味とはかなり離れてしまって、義務という語・概念と混同してしまったり、義務に違反した場合に罰を負う、という意味で誤用してしまう人も多い。あるいは、もっぱらリスクを負担することにのみ短絡させている場合もある（部分的には重なるが、同一ではない概念である）。

### 政治的場面
日本においては、政治的な場面で、何らかの悪い結果が発生した場合、責任者が職・地位・立場などを辞任することなどによって “責任をとった”とすることがしばしばある。
責任を無理矢理とらせることを「詰め腹を切らせる」というが、これは、歴史的にみて切腹が不祥事への責任をとる一手段であったことに由来する語法である。現代では、切腹に相当する行為の典型は辞職、辞任であるが、ただ辞めるだけで、問題行為にいたった経緯などを関係者などにしっかり説明しないと、「責任を果たしていない」と批判される傾向もある。
他方、（ある人本人や、ある人が監督責任を負うべき周辺人物が）何らかの問題を発生させてしまった場合でも、自分の現状の職・地位を辞さず維持すること（本人なりに問題を解決してゆこうとする意志があること）を、“責任を果たす” と表現することもある。

## 政治的責任
独裁国家の場合
たとえばある独裁国家において、独裁者が政治的な権力を一手に握っていて、その独裁者が質の低い政策を選択・実施して、その結果多くの民が死ぬような事態になった場合は、その独裁者に政治的な責任がある。
民主主義国家の場合
民主主義国においては、政治的な責任は何段階かに分けて論ぜられる。
たとえば、選挙によって議員が選ばれた議会があり、選挙で大統領が選ばれる国では、政治的な責任は直接的には大統領が負う。基本的には、大統領が政策を選ぶことができるからである。大統領の政策判断に重大な過誤があった場合、大統領が「大統領として、全国民のために、適切な判断を行う」という責任を果たしていない、ということになり、その大統領は、大統領としての責任を果たしていない、ということになる。
大統領が、大統領としての責任を果たしていない場合に何が起きるか、ということは、国によって異なる。大抵の国では、国民から「大統領としての責任を果たしていない」と非難され、支持率が下がる。
大抵の国では、大統領が責任をとって任期の中途で止める、ということは滅多に起きない。一般的なのは、任期を迎えた時、つまりふたたび（次の）大統領選挙が行われる時に（たとえ再度、大統領選挙に出馬しても）国民から票を入れてもらえず、（次の）選挙で負ける、という結果になる。なお、多くの国で法的には大統領の罷免の手続きが（一応）定められているものだが、実際にはそれを行うには様々な条件があり、実際に行うことは相当に困難な国は多く、（たとえ、ある大統領にかなり問題がある場合でも）実際に大統領の罷免が行われた、という国はかなり少ない。ただし、韓国の大統領は任期を満了後に、検察によって逮捕・起訴され、大統領としての任期中に行っていた数々の不法行為が暴かれ、投獄される、ということが何度も行われている。
選挙が正常に機能している民主主義国においては、もしも悪しき為政者によって、任期を複数回またいで継続的に悪政が行われ続ける場合などは、（もちろん直接的には、ひとりひとりの為政者に直接的な政治的な責任があることは言うまでもないが）そのような、質の低い為政者を選び続けてしまう国民の側にも責任がある、ということになる。国民が直接的に大統領を選ぶ制度であれ、国民が直接的には国会議員を選びその議員が首相を選ぶ制度であれ、つまり直接的であれ間接的であれ、質の低い為政者を選んでしまっているのは国民であるからである。したがって、選挙がある国においては、ひとりひとりの国民が、議員として適切な判断ができる人物を選びその人物に投票する責任があり、また大統領として適切な判断ができる人物を選び投票する責任がある。ひとりひとりの国民が、（自分ひとりの個人的な、目先の利益だけを考えるのではなく）全ての国民の幸福や全世界の人々の幸福を念頭において、（議員なり、大統領として）最良の人物を見極めて、その人物に投票する責任を負っているのである。
たとえば、第二次世界大戦中にアドルフ・ヒトラーがとった政策についての責任は、直接的にはアドルフ・ヒトラーが負っている。だが、あのヒトラーに権力を握らせてしまった責任は、当時のドイツ国民にもある。
第一次世界大戦後、（当時、すぐれて民主的な憲法であった）ヴァイマル憲法下のドイツにおいて、ドイツ国民がドイツ労働者党（ナチス党）に投票し、同党に強大な権力を持たせてしまった結果、アドルフ・ヒトラーが首相にもなり、国家元首（総統）にもなり、人類史上に残る悪行を行う結果を生んでしまったのである。もしも当時のドイツ国民が、国民の感情を煽るような言葉は危険だと見抜き、ナチス党に投票しなければ、ナチス党が権力を握ることもなく、ヒトラーが国家元首（総統）になることもなく、あのような人類史に残る悲惨な出来事を人類は経験せずに済んだわけである。その意味で、第二次世界大戦時にドイツが起こした数々の非人道的な行為、政策の政治的な責任は、アドルフ・ヒトラーにもあり、ナチス党員らにもあり、ナチスに投票した当時のドイツ国民にもある。第二次世界大戦後、ドイツ国内では、「一体何が悪かったのか？」という議論が行われるようになった。第二次世界大戦中にホロコーストが行われていたことを知っていたドイツ人もいたが、それを知らなかったドイツ人もいた。ヒトラーの責任も当然追及されたが、同時に、ホロコーストが行われていたことを知らなかったドイツ人にも、たとえ当時は知らなかったとしても、やはりヒトラーを選んでしまった責任はある、ということに気付いたドイツ人は多かった。そのような非人道的なことを（たとえ国民に隠す形であれ）行うようなヒトラーを選んでしまった自分たちドイツ人ひとりひとりも責められるべきだ、せっかく民主主義的な制度があったのにもかかわらず（ヒトラーの言説にまんまと騙されて）ナチス党に投票して全体主義的な体制を選びとってしまった責任はドイツ国民にある、まっとうな政治家を選ぶべき責任はひとりひとりのドイツ人にあったのだ、と戦後になって気づくドイツ人は多かったのである。その結果、現在でもドイツでは、（小学校や中学校や高校の）社会科の授業などで、選挙で議員や政治家を選ぶ時のひとりひとりの国民の責任についてもディスカッションが教室で行われ、ひとりひとりに自覚が生まれるような機会が義務教育の場にもうけられており、ドイツでヒトラーのような為政者が二度と登場しないように努力が積み重ねられている。この努力は後に世界にも拡がった。例えば、日本ではあまり知られていないが、世界的にナチスの制服に似た服装やナチス式敬礼が厳格に禁止されており、特にヨーロッパではナチス式の軍服を着たり、右手を真っ直ぐ上に挙げる事は禁止されている国があり、もし他者に発見された場合は罪に問われる可能性がある。日本も例外ではなく、選手宣誓や、発言の際の挙手や、アイドルの衣装・振り付けも、海外諸国（あるいは海外出身者）からナチスに関連付けて強く批判される事がある。
戦争責任については、当該項目を参照。

## 社会的な責任
社会で行われた行為について生じる責任。特に、責任能力が失われていた人を除き、有害な行為を行った人が負う責任である。社会的な責任の発生について、行為者の意図や感情や無知は関係がない。

### 結果責任
結果責任（けっかせきにん）とは、ある行為によって発生する結果に対する責任のことである。原則として全ての行為において結果責任が発生するが、ある行為を行った者と責任を負担する者が常に一致するわけではない。
例えば、選挙において投票した行為、棄権した行為、それぞれの選択行為によって発生した結果に対する責任が発生し、あとは各人に責任をどのように分配するかの問題となる。法的な責任においては過失責任主義が原則であるので、より広い範囲を指す結果責任はしばしば道義的責任にとどまることも多いが、無過失責任のように法的に規定される場合もある。
結果責任は現代社会の基本原則で、社会に参加する場合は実害が生じないように注意を払う義務がある。実害が発生した場合には必ず誰かが責任を負うことになり、「悪気がなかった」、「知らなかった」、「気づかなかった」、と言う理由で責任を免れる事は出来ない（例えば、公共の場で無自覚に他人に迷惑を掛けても謝罪が要求される）。理由としては、実害発生を未然に防止したり、発生した実害に対して誰かが対応しなければ、社会の機能を損なうからである。社会に実害を与えないようにするために、最低限度として何かを行う際には、関連する分野の道徳，モラル，マナー，法律，条例などの規範を事前に調べて理解しておくか、自身のみでは判断できない場合は関連する分野の有識者や弁護士などに事前に相談するなどして、規範に違反しないようにする必要がある。
故意に実害を発生させた者は当然のこととして、自身の行為の結果に対する想像力が欠如している者も実害の原因となった場合には加害者になるため、民事訴訟を起こされて多額の賠償金を要求されたり、刑事訴訟を起こされて刑罰が課されることもあり得る。更に、勤務先からの懲戒処分、実名報道による世間一般への犯罪者としての周知、社会との繋がりが断絶された結果の一家離散、といった社会的制裁が別途行われ、加害者が人生で積み上げてきた様々なものが一瞬で無になる可能性もある。例えば、無自覚な行為の結果であっても、他人を物理的に傷つければ過失傷害罪に問われ、勤務先の会社においても懲戒処分が行われる可能性が高く、加害者の家族も近親者としての責任を問われて経済的・社会的な制裁を受け、生活に大きな打撃を受けることになる。従って、何人たりとも普段から様々な状況に対して想像力を働かせて生活を行う必要がある。

### 自己責任
自己責任（じこせきにん）という概念は、多岐にわたるレトリックとなっている。反対の意味の語として「連帯責任」がある。
第一に、「自己の危険において為したことについては、他人に頼り、他人をあてにするのでなく、何よりもまず自分が責任を負う」という意味がある。「お互いに他人の問題に立ち入らない」という大義名分によるものである。アメリカ社会における名目上の国家観に立脚した行政改革・司法改革による事後監視、事後救済社会における基本原則の一つである。もっとも、この原則は十分な情報と判断能力を維持する環境がない場合には妥当しない。
第二に、「個人は自己の過失ある行為についてのみ責任を負う」という意味がある。個人は他人の行為に対して責任を負うことはなく、自己の行為についてのみ責任を負うという近代法の原則のことである。
第三に、「個人は自己の選択した全ての行為に対して、発生する責任を負う」という意味がある。何らかの理由により人が判断能力を失っていたり、行為を制限・強制されている場合は、本人の選択とは断定できないため、この限りではない。
なお、「証券取引による損失は、たとえ予期できないものであっても全て投資者が負担する」といわれることがあるが、これは、上述の第一あるいは第三の意味の責任が、証券取引の分野に発現したものと捉えられよう。証券取引はもともとリスクの高いものであるから、たとえ予期できない事情により損害が発生したとしても、投資者が損失を負担しなければならないということである。(参照⇒投資家の自己責任原則、損失補填の禁止)

#### さまざまな例
例えば、「内容の正確性が担保されていないウィキペディアに各自の判断で参加することによって生じた損害は、全て自己責任に帰される」というように用いられる。この言葉には英語のOwn riskの直訳的な意味が含まれており、契約などにおける免責事項の根拠として広く用いられている。ただ、例えば窓に施錠し忘れて邸内の所持品が窃盗にあったケースにおいては、「窃盗犯によって所持品が滅失・毀損・消費され、取り戻し不能になる危険が発生すること」が自己責任の内容であり、自己責任を理由にして、警察官の職務怠慢が正当化されたり、捜査費用を被害者に負担させられるわけではなく、また窃盗犯の刑罰が軽減されたり、所有権が国家により没収されるわけではない。
経済学では、外部性の問題がある。たとえば企業が大気を汚染することを負の外部性と呼ぶ。これに対し、たとえば浄化設備を設置した政府が大気を汚染した企業から税を取った場合、これを内部化(自己責任化)という。ほかにはリスクとインセンティブのトレードオフが説かれる。たとえば保険会社が全てのリスクを負担すると仮定した場合、被契約者は危険を回避する意欲を完全に喪失するものと考えられる。これをモラルハザードという。
「自己責任」は本来、他者に対する責任転嫁を戒める言葉であるが、他者に対して責任を負うべき者の責任回避だけでなく、本来の責任者が非責任者を救済することを拒否した上、嘲笑する口実に利用される実態さえある（たとえば前述の例では警官の職務怠慢が正当化される訳ではない）。

#### 「自己責任論」が問題視された事例
- 1999年8月14日の玄倉川水難事故
- 2004年4月7日のイラク日本人人質事件
- 2005年12月に発覚したマンションの耐震偽装問題

## 用語
- 有限責任
- 説明責任
- 証明責任
- 責任転嫁
- 危険責任
- 担保責任
- 使用者責任
- 無過失責任
- 責任財産
強制執行の対象となる財産。
- 報償責任
自己の行為によって利益を得ている者は、利益を得る過程で他人に与えた損害を、その利益から賠償しなければならない責任をいう。